# Dumanjug
Dumanjug è una municipalità di quarta classe delle Filippine, situata nella Provincia di Cebu, nella Regione del Visayas Centrale.
Dumanjug è formata da 37 baranggay:
- Balaygtiki
- Bitoon
- Bulak
- Bullogan
- Calaboon
- Camboang
- Candabong
- Cogon
- Cotcoton
- Doldol
- Ilaya (Pob.)
- Kabalaasnan
- Kabatbatan
- Kambanog
- Kang-actol
- Kanghalo
- Kanghumaod
- Kanguha
- Kantangkas

- Kanyuko
- Kolabtingon
- Lamak
- Lawaan
- Liong
- Manlapay
- Masa
- Matalao
- Paculob
- Panlaan
- Pawa
- Poblacion Central
- Poblacion Looc
- Poblacion Sima
- Tangil
- Tapon
- Tubod-Bitoon
- Tubod-Dugoan